# Stephanie Nilles

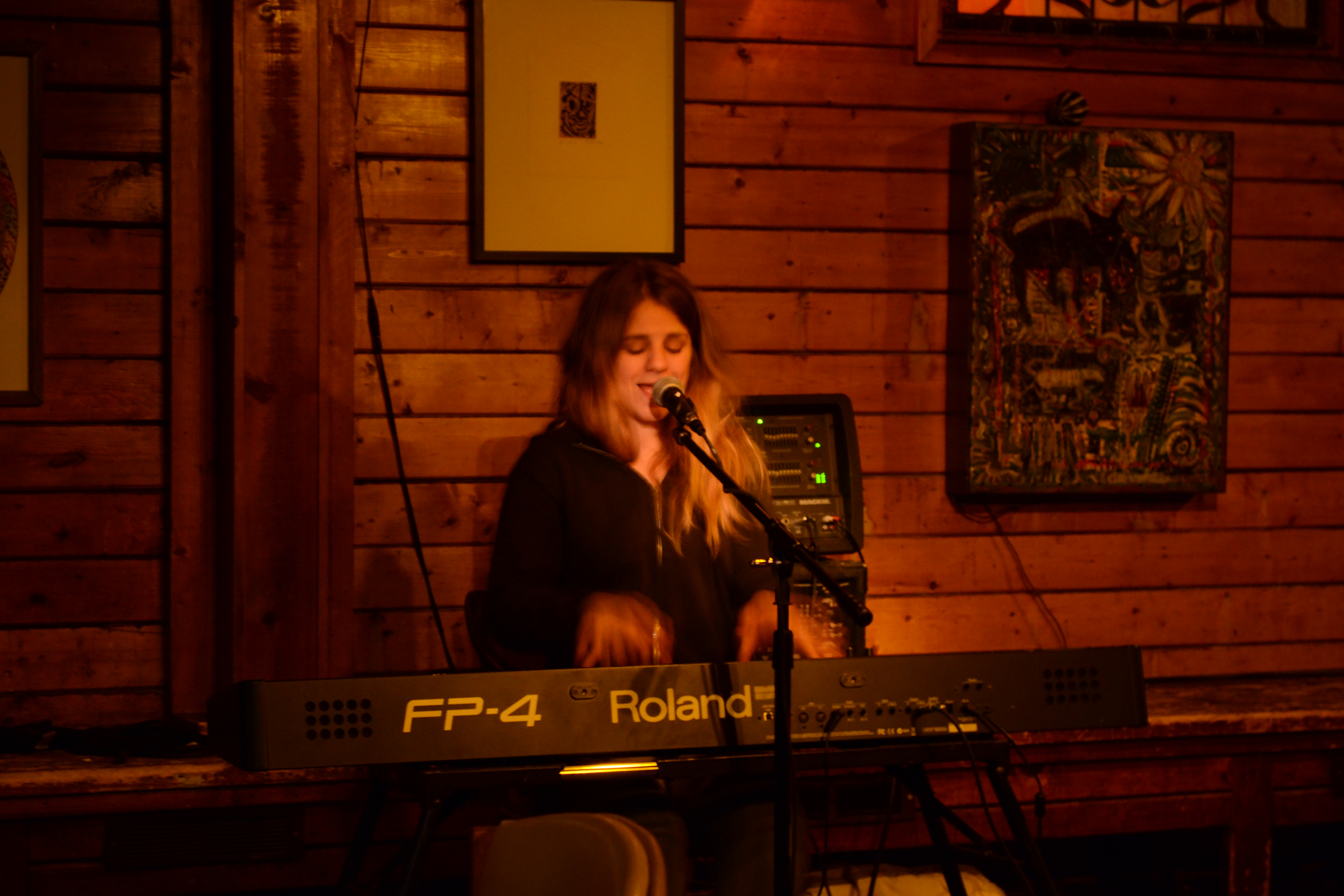
Stephanie Nilles (2011)

Stephanie Nilles (* 1985 in Chicago (?)) ist eine US-amerikanische Folk-, Jazz- und Blues-Sängerin und Pianistin.

## Leben
Zuerst erhielt Nilles eine klassische Ausbildung am Klavier; mit 17 war sie Finalistin bei der Young Concert Artists International Audition. Am Cleveland Institute of Music machte sie mit 22 ihren Abschluss als „Bachelor of Music in classical piano performance“.
Nach einem Motivationsknick ging sie mit 20 Jahren nach New York und versuchte in der dortigen Jazz- und Folkszene Fuß zu fassen. Zunächst schrieb sie Gedichte, jetzt schrieb sie eigene Songs. Stephanie Nilles arbeitete mit Künstlern wie Bobby McFerrin, Joel Newton und Christian Howes.
Aufgewachsen in Chicago, lebt sie seit Anfang 2010 in New Orleans. Neben dieser Stadt sind Tom Waits und Ani DiFranco ihre Inspirationsquellen.
Im August 2008 veröffentlichte Stephanie Nilles ihr erstes Album, „ReDemo“, auf ihrem eigenen Label „Sudden Infant Death Hut Records“.
2013 nahm sie zusammen mit „Zach Brock & the Magic Number“ das Album „…takes a Big Ship“ auf.

## Diskografie
- ReDemo (2008)
- Off-White Album & Waltzes in T (2009)
- Fuck Off Grizzly Bear (2011)
- … takes a Big Ship (2013)
- Murder Ballads (2015)
- The Harbinger: Act I (2017)
- I Pledge Allegiance to the Flag – the White Flag (2021)